# Severn Beach Line
Severn Beach Line – lokalna linia kolejowa w Wielkiej Brytanii, w Bristolu. Rozpoczyna się na wzgórzu Narroways Hill a kończy w Avonmouth. Biegnie przez północne przedmieścia Bristolu, swoją trasę kończy nad rzeką Severn. Uznawana jest za jedną z najatrakcyjniejszych turystycznie linii w Wielkiej Brytanii i polecana jako atrakcja turystyczna. Linia nie jest zelektryfikowana, obsługiwana jest przez autobusy szynowe. Rozstaw torów wynosi na całej długości 1435 mm.

## Historia
Linia została otwarta w 1865 r. a jej budowa trwała dwa lata. Jej trasa była nieco krótsza niż obecna; biegła od mostu Clifton Suspension Bridge do Avonmouth. Początkowo linia przeznaczona była do obsługi portu. Była linią izolowaną - nie łączyła się z żadną inną; do ogólnego systemu została wprowadzona w roku 1885. Obecnie linia jest połączona z obu stron z liniami głównymi.

## Przewozy pasażerskie
Obecnie linia łączy Avonmouth ze stacją Bristol Temple Meads. Linię obsługuje przewoźnik First Great Western przy współpracy z władzami miejskimi Bristolu, które dofinansowują projekt.
W dni robocze pociągi kursują na linii co pół godziny; od 2008 uruchomiono również kursy w niedziele. Na linii znajduje się dziewięć przystanków. Żaden z nich nie jest wyposażony w kasy biletowe ani nie ma obsługi. Odprawa podróżnych odbywa się w pociągu.

## Stacje na trasie
- Bristol Temple Meads
- Lawrence Hill
- Stapleton Road – połączenie z linią Bristol – Gloucester
- Montpelier
- Redland
- Clifton Down – stacja przy Bristol Zoo
- Sea Mills
- Shirehampton
- Avonmouth
- St Andrews Road
- Severn Beach